# Cromlech de Crucuny
Le cromlech de Crucuny, appelé aussi cromlech du Champ de la Croix ou cromlech de Parc-er-Groez, est une enceinte mégalithique située à  Carnac, dans le département français du Morbihan.

## Historique
L'édifice est classé au titre des monuments historiques par arrêté du 12 mai 1926 Il a été restauré en 1926-1927 par Zacharie Le Rouzic.

## Description
L'enceinte constitue désormais un mur au bord de la route menant au hameau de Toul er Lann. Elle forme un arc de 45 m de longueur, mais à l'origine elle devait être plus étendue. Plusieurs pierres ont été étêtées. Trois pierres comportent des signes gravés. Un menhir désormais isolé situé au nord-est devait à l'origine appartenir au même ensemble.